# Homolophus panpema
Homolophus panpema is een hooiwagen uit de familie echte hooiwagens (Phalangiidae).